# Wederkerend voornaamwoord
Het wederkerend voornaamwoord (Latijn pronomen reflexivum) is in veel talen het voornaamwoord dat verwijst naar het onderwerp van dezelfde zin. Dit kan voorkomen als de beschreven handeling rechtstreeks betrekking heeft op het onderwerp, of als het werkwoord zelf wederkerend is.
In het Nederlands zijn me, je, ons en zich de meest voorkomende wederkerende voornaamwoorden.